# Уругвајски пезос
Уругвајски пезос је национална валута Уругваја. ISO 4217 код валуте је UYU. Дели се на 100 центесима, а означава се симболом $. Новчанице и кованице издаје Централна банка Уругваја, и то: кованице од 1/2, 1, 2, 5 и 10 пезоса и новчанице од 5, 10, 20, 50, 100, 200, 500, 1.000 и 2.000 песоса. Новчанице од 5 и 10 су повучене из оптицаја након увођења кованица исте вредности.
Данашње новчанице и кованице у употреби су од 1993. када је због инфлације уругвајски песо заменио дотадашњи нови пезос (ISO 4217: UYN), у односу 1.000:1.